# Urbanna
Urbanna és una població dels Estats Units a l'estat de Virgínia. Segons el cens del 2000 tenia 543 habitants, 266 habitatges, i 160 famílies. La densitat de població era de 499,2 habitants per km².

## Poblacions més properes
El següent diagrama mostra les poblacions més properes.